# Этоксид тантала(V)
Этоксид тантала(V) представляет собой металлоорганическое соединение с формулой Ta2(OC2H5)10, часто сокращенно обозначаемое как Ta2(OEt)10. Представляет собой бесцветное твердое вещество, растворимое в некоторых органических растворителях, но легко подверженное гидролизу. Используется для получения пленок оксида тантала(V).

## Структура
Алкоксиды тантала агрегируют в растворе в виде димеров с октаэдрическими шести-координатными центрами тантала. Последующий кристаллографический анализ установил, что метоксид и изопропоксиды ниобия принимают биоктаэдрические структуры. С геометрической точки зрения, десять атомов кислорода этоксидного лиганда молекулы Ta2(OEt)10 в растворе образуют пару октаэдров, имеющих общий край с двумя атомами тантала, расположенными в их центрах. С точки зрения связывания каждый центр тантала окружен октаэдрически четырьмя монодентатными и двумя мостиковыми этоксидными лигандами . Каждый из атомов кислорода мостиковых этоксидов связан с обоими центрами тантала, и эти два лиганда находятся в цис-положении друг с другом в координационной сфере . Формула [(EtO)4Ta(μ-OEt)]2 более полно представляет эту димерную структуру, хотя для большинства целей обычно используется упрощенная формула.
Иллюстрация анализа ЯМР Архивная копия от 11 января 2020 на Wayback Machine.

## Изготовление
Известно несколько подходов к получению этоксида тантала(V). Метатезис соли из хлорида тантала(V), как правило, наиболее успешен. Пентахлорид тантала, Ta2Cl10, обеспечивает удобную отправную точку для получения этоксида тантала(V). Прямая реакция с этанолом возможна и сопровождается образованием хлористого водорода, сильной кислоты в растворе, согласно уравнению (EtC2H5 относится к этильной группе):
10EtOH + Ta2Cl10 → Ta2(OEt)10 + 10HCl
К сожалению, кислотные условия способствуют образованию смешанных хлоридно-этоксидных соединений TaClx(OC2H5)5 − x, 0 < x < 5, снижая выход и усложняя очистку продукта этоксида тантала(V). По этой причине обычно добавляют аммиак для улавливания выделенной HCl и поддержания основных условий реакции.
10EtOH + Ta2Cl10 + 10NH3 → Ta2(OEt)10 + 10NH4Cl
Метатезис соли с использованием алкоксида щелочного металла так же часто используется:
10NaOEt + Ta2Cl10 → Ta2(OEt)10 + 10NaCl
Это же соединение может быть получено электрохимически. Два полу-уравнения и общее уравнение для этой реакции:
катод: 2EtOH + 2e− → 2EtO− + H2
анод: Та → Та5+ + 5е−
всего: 2Ta + 10EtOH → 2Ta5+ + 10EtO− + 5H2 → Ta2(OEt)10 + 5H2
Коммерческое производство этоксида тантала(V) с использованием этого электрохимического подхода успешно применяется в России. Соединение также может быть получено путем прямой реакции металлического тантала с этанолом, и в этом случае общее уравнение такое же, как показано выше для электрохимического подхода.

## Реакции
Наиболее важной реакцией алкоксидов тантала является гидролиз с образованием пленок и гелей оксидов тантала. Хотя эти реакции являются сложными, образование пленки оксида тантала(V) путем гидролиза можно описать этим упрощенным уравнением:
Ta2(OC2H5)10 + 5H2O → Ta2O5 + 10C2H5OH
Оптические покрытия этоксидом тантала(V) могут быть получены химическим осаждением из паровой фазы под низким давлением. При давлении всего 1,33 мПа и температуры 700 °C, пленка кремнезема желаемой глубины сначала осаждается в результате разложения тетраэтоксисилана, Si(OEt)4 или ди-трет-бутиоксидиацетоксисилана, Si(OC(CH3)3)2(OOCCH3)2, затем тантала(V) этоксид вводится. Как и в случае этоксида ниобия(V), предшественник этоксида термически разлагается с образованием оксидного слоя с соответствующим выделением диэтилового эфира :
Ta2(OEt)10 → Ta2O5 + 5Et-O-Et
Пиролиз также приводит к образованию пленки оксида тантала(V) путем химического осаждения из паровой фазы, и в этом случае этоксид тантала(V) полностью окисляется, образуя диоксид углерода и водяной пар:
Ta2(OC2H5)10 + 30O2 → Ta2O5 + 20CO2 + 25H2O
Пленки из аморфного оксида тантала(V) также могут быть получены методом осаждения на атомном слое или методом импульсного химического осаждения из паровой фазы, в котором этоксид тантала(V) и хлорид тантала(V) наносятся поочередно. При температуре около 450 °С полученные пленки имеют показатели преломления и свойства диэлектрической проницаемости, аналогичные тем, которые получают с помощью традиционных подходов. Подготовка этих пленок происходит с потерей хлорэтана:
Ta2(OC2H5)10 + Ta2Cl 10 → 2Ta2O5 + 10C2H5Cl
Золь-гель обработка также приводит к получению тонких пленок оксида тантала(V) с использованием аналогичного химического подхода. Золь-гель маршруты с использованием этоксида тантала(V) для получения слоистых материалов перовскита также были разработаны.

## Приложения
Соединение в основном используется для изготовления тонкопленочных материалов на основе оксида тантала(V), используя такие подходы, как химическое осаждение из паровой фазы, нанесение атомного слоя, и золь-гель обработка. Эти материалы имеют полупроводниковое, электрохромное, и оптическое применение.
Пленки оксида тантала(V) имеют множество применений, в том числе в качестве оптических пленок с показателями преломления до 2,039 и в качестве тонкопленочного диэлектрического материала в динамической памяти с произвольным доступом и полупроводниковых полевых транзисторах. Подход, выбранный для подготовки этих материалов, определяется желаемыми свойствами. Прямой гидролиз целесообразен, когда допустимо присутствие остаточной воды или использование высоких температур для сушки. Микро-паттерны могут быть получены путем сайт-селективного осаждения с использованием подхода гидролиза путем образования самосборного монослоя с последующим отжигом при высокой температуре. Химическое осаждение из паровой фазы позволяет контролировать толщину пленки в нанометровом масштабе, что важно для некоторых применений. Прямой пиролиз удобен для оптических применений, где важны прозрачные материалы с низкими потерями света из-за поглощения, и также используется для подготовки нитридной памяти только для чтения. Электрохромизм — это свойство некоторых материалов изменять цвет при приложении заряда и является средством, с помощью которого действует так называемое «умное стекло» . Пленки, полученные гидролизом этоксида тантала(V), использовали для получения пленок аморфного оксида тантала(V), подходящих для электрохромных применений.
Тонкие пленки из смешанных металлов также были получены из этого соединения. Например, пленки танталата лития, LiTaO3, желательны по своим нелинейно-оптическим свойствам и были получены путем первой реакции этоксида тантала(V) с дипивалоилметанатом лития, LiCH(COC(CH3)3)2, для получения предшественника подходит для парофазной эпитаксии металлов (форма химического осаждения из паровой фазы). Пленки танталата стронция, Sr (TaO3)2, также были получены с использованием методов осаждения атомных слоев и исследованы их свойства.
Исследовательское применение этоксида тантала(V) предназначено для синтеза новых соединений с интересными химическими или геометрическими свойствами. В реакции, связанной с гидролизом, обработка карбоновыми кислотами дает оксоалкоксидкарбоксилаты, например, Ta4O4(OEt)8(OOCCH3)4. Ядро Ta4O4 таких соединений образует кластер кубанового типа. Каждый оксолиганд связывается между тремя центрами тантала, каждый из которых также связан с двумя алкоксидными и одним карбоксилатным лигандами.

## Безопасность
Имеются сведения о вредном воздействии этоксидa тантала(V) на ткани слизистых оболочек и верхних дыхательных путей, что может привести к временной/постоянной потере зрения, ожогам рта, горла и пищеварительного тракта.